# Leiothrix
Leiothrix is een geslacht van zangvogels uit de familie Leiothrichidae. Het geslacht telt twee soorten.

## Soorten
- Leiothrix argentauris  – Zilveroortimalia
- Leiothrix lutea  – Japanse nachtegaal